# Pothyne chocolata
Pothyne chocolata là một loài bọ cánh cứng trong họ Cerambycidae.